# Лонвајлер
Лонвајлер (њем. Lohnweiler) општина је у њемачкој савезној држави Рајна-Палатинат. Једно је од 98 општинских средишта округа Кузел. Према процјени из 2010. у општини је живјело 441 становника. Посједује регионалну шифру (AGS) 7336060.

## Географски и демографски подаци
Лонвајлер се налази у савезној држави Рајна-Палатинат у округу Кузел. Општина се налази на надморској висини од 190 метара. Површина општине износи 4,9 km². У самом мјесту је, према процјени из 2010. године, живјело 441 становника. Просјечна густина становништва износи 90 становника/km².